# Карл Эммануил I
Ка́рл Эммануи́л Вели́кий  (лат. Carolus Emmanuel Magnus, фр. Charles-Emmanuel le Grand, итал. Carlo Emanuele il Grande), или Ка́рл Эммануи́л I (лат. Carolus Emmanuel I, фр. Charles-Emmanuel Ier, итал. Carlo Emanuele I; 12 января 1562, Риволи, княжество Пьемонт — 26 июня 1630, Савильяно, княжество Пьемонт) — 11-й герцог Савойи и князь Пьемонта с 1580 года, маркграф Салуццо с 1601 года, граф Аосты, Морьены и Ниццы с 1580 года, титулярный король Кипра, Иерусалима и Армении. 13-й Великий магистр Высшего ордена Святейшего Благовещения и 2-й Великий магистр Ордена святых Маврикия и Лазаря с 1580 года.
Представитель Савойской династии. Сын Эммануила Филиберта, герцога Савойи и Маргариты Французской, герцогини Берри.
Проводил умеренную внутреннюю политику, чем содействовал развитию экономики в принадлежавших ему феодах. Во внешней политике участвовал в многочисленных войнах, стремясь расширить личные владения, за что был прозван современниками «герцогом-грабителем» (итал. duca ladrone). Аннексировал маркграфство Салуццо. Безуспешно участвовал в войне за мантуанское наследство. Был кандидатом на трон французского королевства. Намеревался возглавить освободительное движение балканских христиан из-под власти османских султанов, чтобы в дальнейшем встать во главе их королевства.

## Биография
Единственный сын герцога Савойского Эммануила Филиберта и его жены Маргариты Валуа.
Способствовал вовлечению Савойи в многочисленные войны. Долгие годы боролся с Францией за маркграфство Салуццо (1588—1601), в 1601 году добился признания Генрихом IV своей власти над этим владением в обмен на уступку ряда своих территорий между Бургундией и Дофинэ (Бресс, Бюже, Же). В том же году предпринял попытку захватить Женеву (т. н. Женевская эскалада), закончившуюся неудачей. Также участвовал в Первой войне за Монферрат (1613—1617), за мантуанское наследство (1628—1631) и других войнах, приведших к подрыву экономики страны и ряду территориальных потерь.

## Семья
С 1585 года женат на Каталине Австрийской, дочери испанского короля Филиппа II. Дети:
- Филипп Эммануил (1586—1605);
- Виктор-Амадей I (1587—1637), герцог Савойский;
- Эммануил-Филиберт (1588—1624), вице-король Сицилии;
- Маргарита Савойская (1589—1655);
- Изабелла (1591—1626);
- Мауриций (1593—1657);
- Мария Аполлония (1594—1656);
- Франциска Екатерина (1595—1640);
- Томас Франциск (1596—1656).
- Джованна (родилась и умерла в 1597).

Помимо законных, у него были также внебрачные дети.